# Paul Côté
Paul Côté (Vancouver, 28 de janeiro de 1944 — 19 de julho de 2013) foi um velejador canadense, medalhista olímpico. Ele competiu nos Jogos Olímpicos de Verão de 1972 na classe Soling e conquistou a medalha de bronze, ao lado de David Miller e John Ekels.
Ele freqüentou o Vancouver Catholic College e depois a Universidade da Colúmbia Britânica, onde se formou em direito. Durante seu período de estudante já esteve envolvido no movimento pela paz. Para evitar uma série de testes de bombas atômicas, ele e outros oponentes da energia nuclear, incluindo Irving Stowe e Jim Bohlen, fundaram o Comitê Don't Make a Wave em Vancouver no início dos anos 1970.